# Маљева
Маљева је насељено мјесто у Босни и Херцеговини у општини Котор Варош, ентитет Република Српска. Према попису становништва из 1991. у насељу је живјело 595 становника.

## Становништво
Према попису становништва из 1991. године, мјесто је имало 595 становника.
| Демографија | Демографија | Демографија |
| Година      | Становника  | Становника  |
| ----------- | ----------- | ----------- |
| 1961.       | 810         |             |
| 1971.       | 921         |             |
| 1981.       | 695         |             |
| 1991.       | 592         |             |